# 北陸鉄道サハ1000形電車

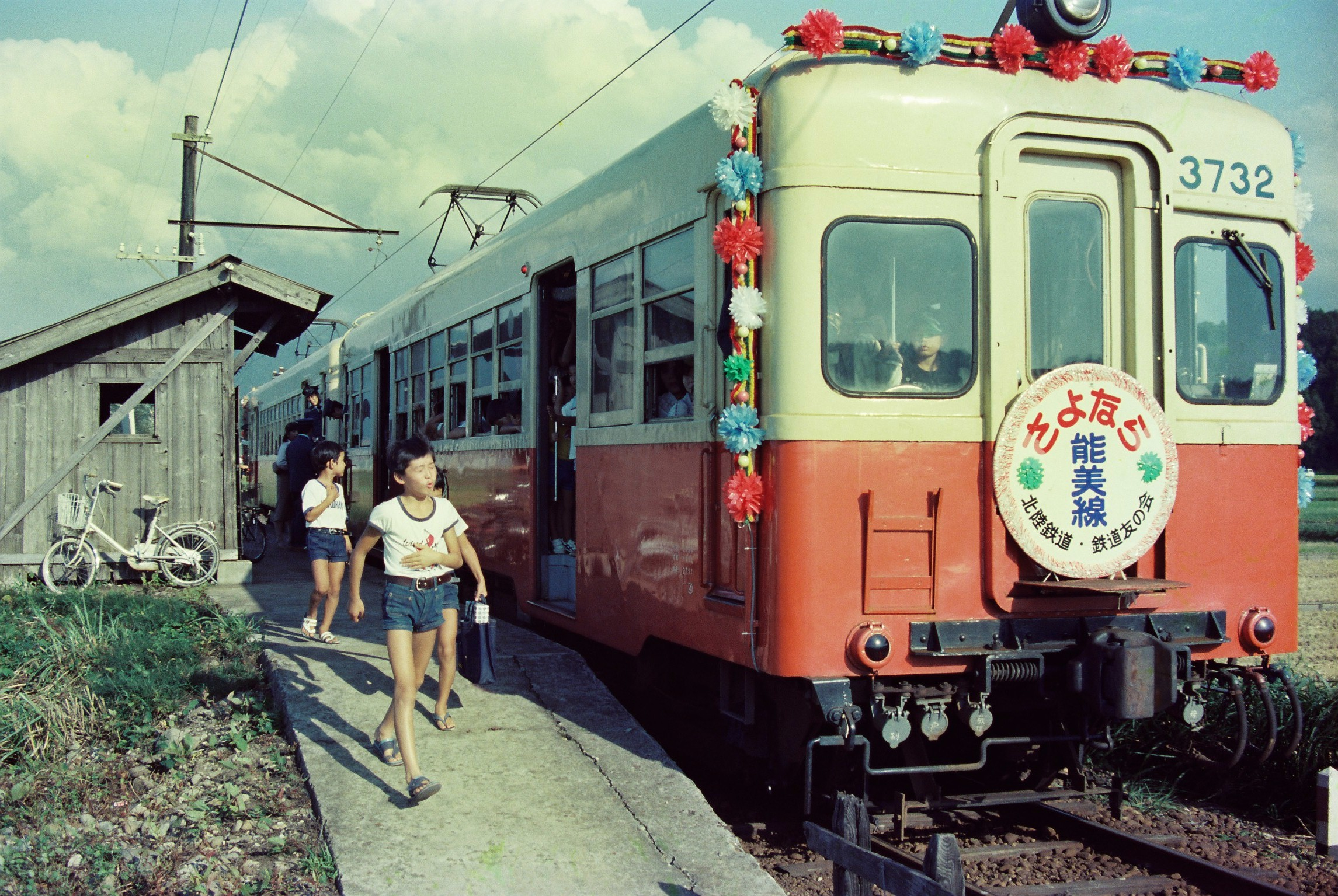
モハ3732

北陸鉄道サハ1000形電車（ほくりくてつどうサハ1000がたでんしゃ）は、かつて北陸鉄道（北鉄）に在籍していた電車。1956年（昭和31年）に2両が新製されたもので、以降の北鉄の自社発注新製車両の基本仕様は本形式で確立された。なお、本形式は1966年（昭和41年）に電装され、モハ3730形と改称されている。
本項では本形式と同仕様の車体を持つモハ3010形・モハ3200形・モハ3300形・モハ3500形・モハ3550形およびクハ1000形の各形式についても併せて記述する。

## 概要
1950年代半ばから1960年代初頭にかけて、輸送力増強および車両近代化の目的で、北鉄が保有する各路線に自社発注の新製車両が投入された。その先陣を切って投入されたのが石川総線向けに新製された本形式である。
全長15,500mmの張り上げ屋根構造の半鋼製車体に片側2ヶ所の片開客用扉を備え、付随車ながら将来の運転台設置および電装を想定して、落成当初より乗務員扉とパンタグラフ台座を装備していた。窓配置はd2D6D2d（d：乗務員扉. D：客用扉）で、客用扉下部にはステップが設けられている。なお、正面は製造当初は両側とも非貫通構造であった。台車は当初日本車輌製造製の釣り合い梁式D-16を装備していたが、後年の電装の際に振替えられている。制動装置は非常弁付き直通空気ブレーキで、本形式のみならず本項で扱う全形式で共通であった。

### 各形式概要
以下に本形式および一連の自社発注各形式の概要を述べる。なお、各形式の新製はいずれも日本車輌製造で行われた。

#### サハ1000形（モハ3730形）
- サハ1001・1002（モハ3731・3732）

基本仕様については概要で既に述べたが、本形式は電装前提で新製されたにもかかわらず、その後10年以上にわたって付随車として使用されていた。その後1966年（昭和41年）5月にようやく電装され、同時に前後正面に貫通扉を新設し正面窓のHゴム固定化も施工されている。なお、前照灯部分の形状は後のグループが埋め込み型の前照灯ケースを装備していたのに対し、本形式のみは取り付け型の前照灯ステーを装備していた。
電装品については名古屋鉄道から購入した中古品が装備され、東洋電機製造製のES-152B電動カム軸式自動加速制御器およびTDK-516主電動機を搭載する。また、台車はモハ1500形より転用された、釣り合い梁式のブリル27MCB-2を汽車製造でデッドコピーした模倣品に換装された。
その後は前照灯のシールドビーム化、客用扉の鋼製化等を施工された他は比較的原形を保っていたが、晩年には石川線の駅ホーム高さかさ上げ工事に伴い客用扉部ステップを撤去し、該当部分の床のかさ上げを施工している。
北鉄の車両は後述の各形式を含め、各路線を転々とした経歴を持つものが多い中、本形式は2両とも終始石川線に所属していた。

#### モハ3200形・クハ1000形
- モハ3201
- クハ1001

サハ1000形製造の翌年1957年（昭和32年）8月にモハ・クハ揃って竣工し、加南線に投入された。モハ3201は全長が100mm延長された他はサハ1000形と同一構造の車体を持つが、当初から両運転台のモハであったことの他、非パンタ台側の妻面が貫通構造とされたことが異なる。クハ1001はモハ3201を片運転台化した車体を持ち、連結面側に貫通路を備え窓配置がd2D6D3と改められている。モハ・クハとも埋め込み型の前照灯ケースを装備し、以降のグループにも踏襲されることとなった。なお、当時の加南線はポール集電方式を採用していたことから、モハ3201も当初はポールを搭載しており、その操作のため貫通構造側の正面に貫通幌は設置されていなかった。
主要機器はいずれも新製されたもので、HL-74電磁単位スイッチ式手動加速制御器、日本車輌製造製のNE60主電動機およびND4台車を装備する。これらは台車こそ近代的なオールコイルバネ台車であったものの、その他の機器に関しては既に実績のあるものが採用され、従来車との互換性を重視した保守的な設計がなされている。
その後、1962年（昭和37年）の6000系「くたに」導入を機に加南線所属車両の集電装置がパンタグラフに切り替えられ、モハ3201についても集電装置のパンタグラフ化が施工された。1964年（昭和39年）には2両揃って石川総線へ転属したが、制御方式の関係で主に朝夕の通勤時間帯に稼動する程度であまり活用されることなく、1968年（昭和43年）にモハ3201は浅野川線へ転属した。翌1969年（昭和44年）にはクハ1001も同線へ転属し、再び編成を組むこととなっている。
本グループに施工された主要な改造としては、モハ3201に施工された車体修繕工事が挙げられる。外板張替えによりウィンドウヘッダーが埋め込まれた他、正面窓がHゴム固定化されたため、本工事を施工されなかったクハ1001とは形態に差異が生じていた。その他、前照灯のシールドビーム化、客用扉の鋼製化、側窓のアルミサッシ化等が施工され、クハ1001のみ戸袋窓のHゴム固定化も行われた。なお、他形式が両側妻面の貫通化を施工される中、本グループのみは廃車まで片側非貫通構造のまま存置されたことも特徴であった。また、モハ3201は晩年に台車交換が行われ、鋳鋼組立釣り合い梁式台車の住友金属工業KS-30Lに換装されている。

#### モハ3010形・モハ3300形
- モハ3011
- モハ3301

2両とも1958年（昭和33年）に落成し、モハ3011は7月に石川総線へ、モハ3301は11月に金石線へそれぞれ投入された。モハ3011の車体長・全幅および窓配置はモハ3200形と同一であるが、当初よりノーシル・ノーヘッダー構造とされ、客用扉の引き込み方向がモハ3200形までは車端部方向であったのに対し、モハ3011では車体中央方向に改められたことが異なる。その他、幕板寸法や幕板から屋根にかけての曲面形状が変更され、正面形状が平妻に近いものとされたことも相まって全体的に角張った印象を与えるものとなった。また、投入線区のホーム高さの問題から客用扉ステップが大型化されたことで当該部分の裾下がりが大きく取られ、車体側面裾部にわずかな欠き取りが設けられたことで、若干腰高な印象も加わっている。モハ3301はモハ3011と共通設計とされているが、軌道法の適用を受けていた金石線向けに新製されたため、連結運転時に編成長を30m以内とする規定に沿って車体長が600mm縮小されている。そのため扉間の窓が1つ少なく、窓配置はd2D5D2dと変更された。なお、2両ともパンタ側の正面が非貫通構造とされた点はモハ3200形を踏襲している。
モハ3011の主要機器は日立製作所製MMC-L50電動カム軸式自動加速制御器、神鋼電機製MT60主電動機で、これらはいずれもモハ3050形3051を電装解除し、その主要機器を転用したものであった。対してモハ3301の主要機器は全て新製され、日本車輌製造製のNCA電動カム軸式自動加速制御器およびNE40A主電動機を搭載する。このNE40A主電動機は高定格回転数仕様の軽量電動機であったため、他形式と定格速度を揃える必要性から歯車比は6.07と旅客車向け吊り掛け式主電動機としては異例のローギヤード設定とされていた。台車は2両ともND4を改良した日本車輌製造ND4Bを装備している。なお、モハ3011は当初からパンタグラフを搭載して竣工したが、モハ3301は当時金石線がポール集電方式を採用していたことから、パンタグラフ関連の設備は準備工事のみ施工されていた。
その後、モハ3011は1964年（昭和39年）にモハ3000形・クハ1101とともに金石線に転属したが、予備車的存在として扱われ、後年主電動機等を外しクハ代用としてラッシュ時のみ使用されていた。1970年（昭和45年）には三菱電機製MB-172NR主電動機とHL-74制御器を搭載して再電装され、浅野川線に転属している。モハ3301は1963年（昭和38年）にパンタグラフ化された後、翌1964年（昭和39年）にモハ3011と入れ替わるように加南線に転属、1969年（昭和44年）に浅野川線に転属した。
なお、浅野川線転属に際しては2両ともパンタ側の正面貫通化、正面窓のHゴム固定化およびモハ3301の制御器のHL-74への換装を実施している。その後、前照灯のシールドビーム化、客用扉の窓のHゴム化等が行われたが、側窓のアルミサッシ化はモハ3011のみ施工され、モハ3301は廃車まで原形の鋼製サッシのままであった。

#### モハ3500形・モハ3550形
- モハ3501
- モハ3551

1961年（昭和36年）7月にモハ3501が、翌1962年（昭和37年）6月にモハ3551が新製され、2両とも浅野川線に投入された。本グループはモハ3010形の設計をほぼ踏襲しているが、新製時より前後正面とも貫通構造とされた点が異なっている。2両ともほぼ同一の仕様とされた本グループであるが、運転席窓のワイパーの位置や屋根上ベンチレーターの配置など細部に相違点が見られる。また、モハ3501には車内放送装置が設置され、これは浅野川線所属車両では初採用の装備であった。
モハ3501の主要機器は新製され、モハ3300形と同一の機器を搭載しており、台車は日本車輌製造ND4Dを装備する。対してモハ3550形の主要機器はモハ850形の廃車発生品が流用されており、制御器は手動加速のHL-74、主電動機は三菱電機製MB-172NRであった。台車は従来車の発生品である釣り合い梁式の日本鉄道自動車工業NT-28を装備する。なお、当時浅野川線がポール集電方式を採用していたことから、パンタグラフ関連の設備は2両とも準備工事のみ施工され、1962年（昭和37年）にZ型パンタグラフを搭載し、さらに同年のうちに菱形パンタグラフに換装された。
モハ3501は1964年（昭和39年）にモハ3300形と同時に加南線に転属し、同線の全廃まで使用された後、1971年（昭和46年）に浅野川線に復帰している。モハ3551は終始浅野川線から転属することなく使用され、モハ3730形とともに線区間での転属の多い北鉄では異例の存在であった。
モハ3501は浅野川線復帰に際して、モハ3570形3571の廃車発生品を流用し、主制御器はHL-74、主電動機は三菱電機製MB-64C、台車は釣り合い梁式の近畿車輛KT-10にそれぞれ換装された。同時期にはモハ3551についても台車を含む主要機器をモハ5100形5103の主要機器換装に伴う発生品に換装され、機器換装後のモハ3501と同一仕様に揃えられたことから、以降両形式の実質的な差異はなくなった。その後、前照灯のシールドビーム化、運転席窓の安全ガラス化、側窓のユニットサッシ化等が施工されている。

## その後の経緯
前述の通り、幾多の変遷を経てモハ3730形を除く各形式は最終的に全車浅野川線に集結した。
モハ3730形は前述の通り終始石川線から転属することなく使用されたが、1990年（平成2年）の7000系導入の代替としてモハ3732が同年12月に廃車となった。残るモハ3731は休車状態で残存したものの、再起することなく1996年（平成8年）3月に廃車となり、形式消滅した
浅野川線に集結した各形式はその後も引き続き使用された。特に各形式の側窓のアルミサッシ化は1990年代に施工されており、晩年まで改良が加えられつつ使用されていた。しかしその後、金沢市の都市開発計画の一環として、浅野川線北鉄金沢駅の地下移転が決定し、車両の不燃化が迫られたことから、北鉄では京王3000系を購入し、同時に架線電圧の1500V昇圧を行い在籍する従来車全てを代替することとした。昇圧は1996年（平成8年）12月に行われることとなったが、京王3000系導入に伴う駅ホーム高さかさ上げ工事進捗に従って、全車客用扉部ステップを撤去し、該当部分の床のかさ上げを施工している。また、同年8月にはモハ3301・3501の2両が車体が白色に塗装された上でイラストが描かれた姿となって最晩年の活躍に華を添える形となった。
昇圧を前日に控えた同年12月18日をもって浅野川線の従来車は全車運用を離脱し、同月30日付で本グループはモハ3301を除く全車が廃車となった。モハ3301はモハ3560形3563とともに昇圧後も休車状態で残存したが、これは近代化助成制度を利用する際の条件である車両代替規定による新型車購入の際の代替車両確保目的で残存したものであった。そして1998年（平成10年）の8000系第5編成導入の代替として廃車となり、このモハ3301の廃車をもって本グループは全て姿を消した。